# August Laubenheimer
August Laubenheimer (* 9. August 1848 in Gießen; † 22. Juli 1904 ebenda) war ein deutscher Industrieller.

## Leben
Laubenheimer, der Chemie in Gießen studiert hatte und dort zum Dr. phil. promovierte, wirkte zunächst als Assistent und Privatdozent am chemischen Institut der Universität Gießen und wurde 1876 außerordentlicher Professor. Später war er Direktor und Vorstandsmitglied bei den Farbwerken Höchst. Laubenheimer gewann 1892 den späteren Nobelpreisträger Emil von Behring für die Zusammenarbeit mit dem Unternehmen.
Er starb 1904 und wurde auf dem Alten Friedhof in Gießen beigesetzt. Sein Sohn war der Bakteriologe Kurt Laubenheimer.

## Weblink
- Laubenheimer, August. Hessische Biografie. (Stand: 25. April 2024). In: Landesgeschichtliches Informationssystem Hessen (LAGIS).

| Personendaten    | Personendaten           |
| ---------------- | ----------------------- |
| NAME             | Laubenheimer, August    |
| KURZBESCHREIBUNG | deutscher Industrieller |
| GEBURTSDATUM     | 9. August 1848          |
| GEBURTSORT       | Gießen                  |
| STERBEDATUM      | 22. Juli 1904           |
| STERBEORT        | Gießen                  |